# مونشنغلادباخ
مونشغلادباخ (بالألمانية: Mönchengladbach) هي مدينة تقع في ولاية شمال الراين - وستفاليا في غرب ألمانيا وضمن محافظة دوسلدورف. يبلغ عدد سكانها حوالي 266,684 نسمة (2004).

## توأمة
لمونشنغلادباخ اتفاقيات توأمة مع كل من:
- برادفورد [8]
- روبيه [8]
- فيرفييتوا [8]
- North Tyneside [الإنجليزية]‏ [8]
- ثوروك [8]
- رورموند

## معرض صور

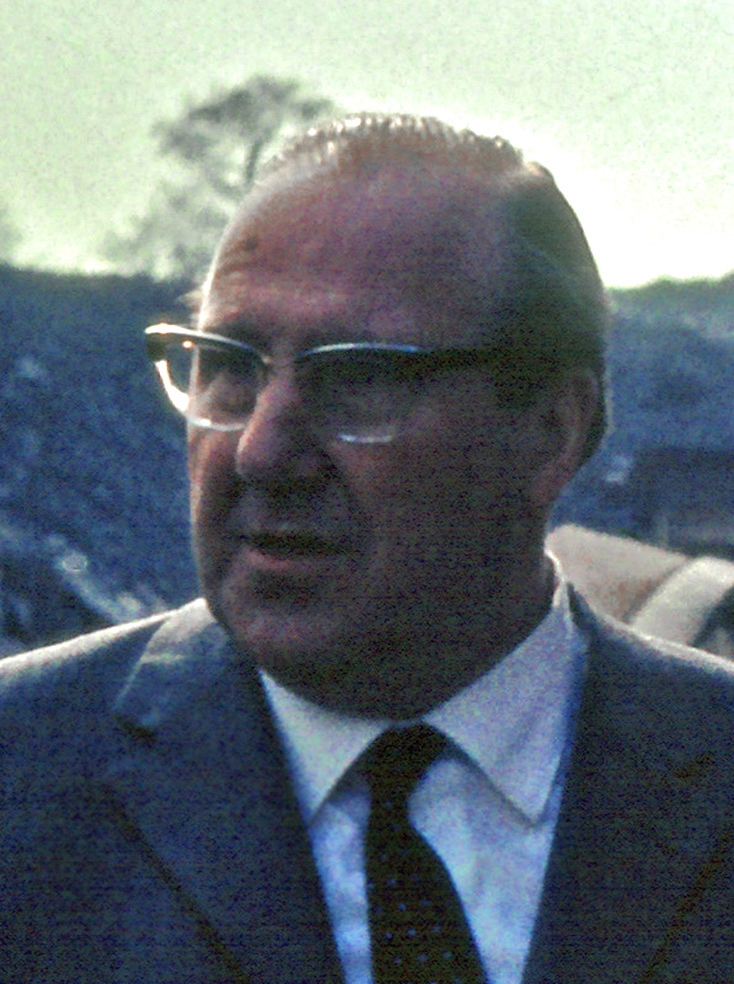
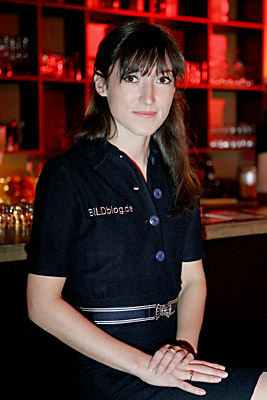
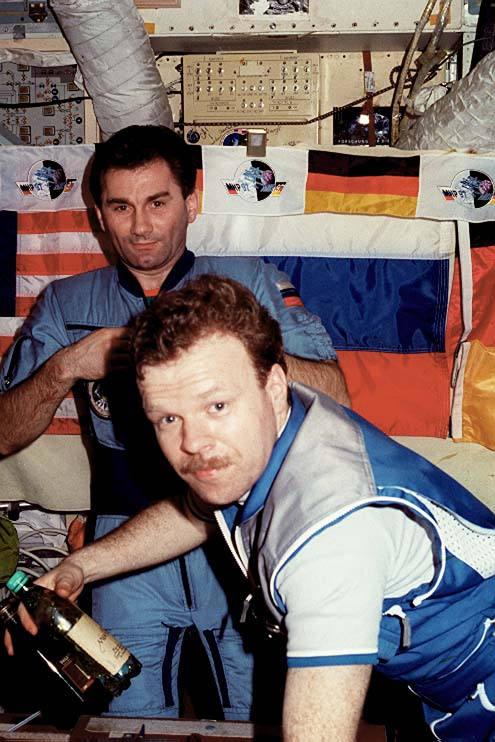
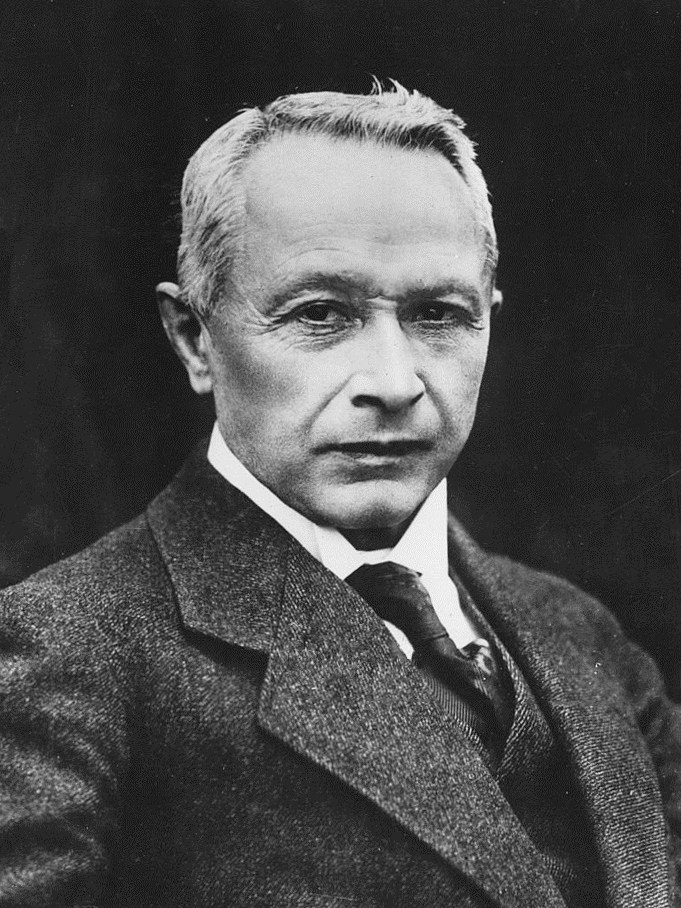

## أعلام
- يوب هاينكس
- غونتر نيتزر
- مايكل شوماخر
- رالف شوماخر
- مارك أندريه تير شتيغن
- مارسيل يانسن
- فرانتس مايرز
- كريستوف بودي
- نيك هيدفيلد